# タプレジュン郡
タプレジュン郡（タプレジュンぐん、ネパール語: ताप्लेजुङ जिल्ला、英語: Taplejung District）は、ネパールのコシ州に存在する郡。郡都はプンリン。人口は120,359人（2021年国勢調査）。